# UEFA 유로 1992 선수 명단
다음은 UEFA 유로 1992에 참가한 선수 명단이다.